# Николаева, Ольга (танцовщица)
Ольга Николаева (род. 30 августа 1990 года, Ярославль, СССР) — российская танцовщица и хореограф. 

## Биография
Родилась 3 августа 1990 года. Ольга начала танцевать с шести лет.
Карьеру в спортивных бальных танцах Николаева официально начала в 2003 году, выступая вместе с Кириллом Белоруковым.
В возрасте 13 лет она переехала в Литву. Прожила там один год, танцевала с Доминикасом Даукшасом.
Переехала в Москву и с 14 лет живёт в российской столице. Школу окончила экстерном в 15 лет, училась на пятёрки.
В паре с Никитой Бровко в 2007 году стала чемпионкой России по 10 танцам среди молодежи.
До 16 лет танцевала 10 танцев, была двукратной чемпионкой мира по стандарту. Выиграла чемпионат мира по 10 танцам. После этого рассталась с партнёром и сосредоточилась на латиноамериканской программе.
С 2012 года выступала с Владимиром Литвиновым — сначала в любителях, а с 2018 года в профессионалах. В категории любителей победили в Блэкпуле в категории «Rising Star». Много раз они были призерами чемпионатов России.
В 2021 году стала участницей шоу «Танцы со звёздами» в паре с Дмитрием Лысенковым. Дошли до полуфинала.
В данный момент также является хореографом.

## Награды
- Чемпионы России по 10 танцам среди молодежи[4]
- Вице-чемпионка России по латиноамериканской программе среди профессионалов[2].
- Чемпион мира по 10 танцам среди молодёжи[4].
- Вице-чемпионы Европы в категории Tango Escenario 2017 года[5].
- Финалисты чемпионата Мира в Буэнос-Айресе 2015, 2016 и 2017 гг. в Tango Escenario и Tango de Pista[5].
- Бронзовые призёры чемпионата России 2019[6].
- Трёхкратная чемпионка «Blackpool Festival»[3].
- Трехкратная чемпионка мира[3].
- Полуфинал в шоу «Танцы со звёздами» (2021)[7].